# Wolfsberg (Weidenthal)

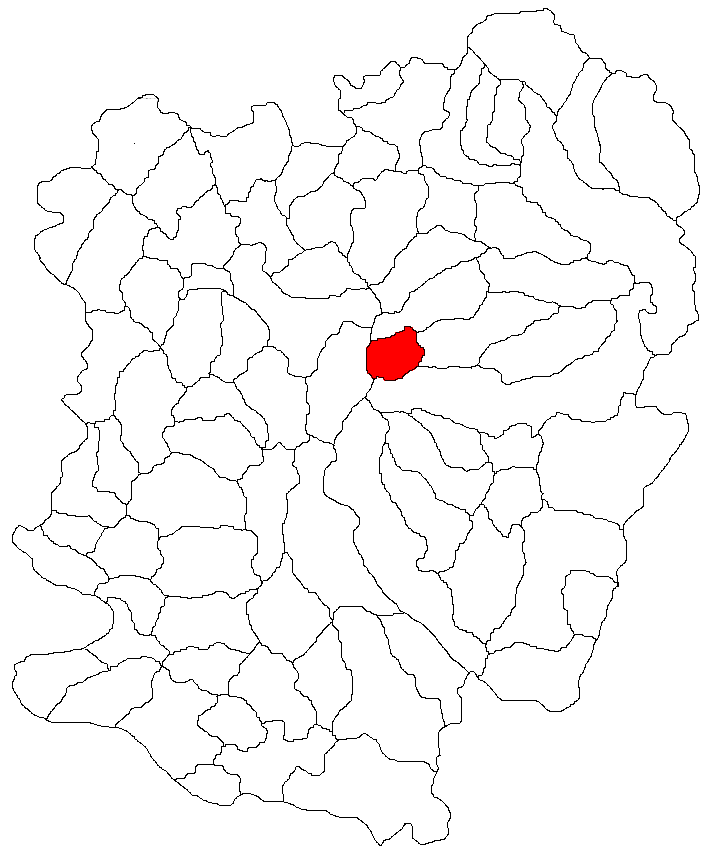
Lage der Gemeinde Gărâna im Kreis Caraș-Severin

Wolfsberg (rumänisch Gărâna, nach alter Schreibweise Gărîna, bis 1924 Volfsberg, ungarisch Szörényordas) ist eine Ortschaft in Rumänien und liegt im Kreis Caraș-Severin. Sie gehört heute zur Gemeinde Weidenthal.

## Lage
Wolfsberg liegt im Semenic-Gebirge (Teil des Banater Gebirges). Östlich des Ortes befindet sich der Stausee „Trei Ape“, der touristisch genutzt wird. In jüngster Zeit wurden Möglichkeiten für Motocross geschaffen.

## Nachbarorte
| Reșița   | Lindenfeld                                  | Caransebeș |
| Carașova | Kompassrose, die auf Nachbargemeinden zeigt | Brebu Nou  |
| Anina    |                                             | Teregova   |

## Geschichte
Wolfsberg wurde 1828 von Siedlern aus dem Bayerischen Wald und dem Böhmerwald im Banat gegründet. In den 225 Häusern des Dorfes, das sich als Straßendorf über eine Länge von etwa zwei Kilometern auf einem rund 1000 Meter hohen Bergkamm erstreckt, lebten früher ungefähr 1.000 Menschen. Die Häuser (früher Holzhäuser) waren weiß mit grün gestrichenen Fenstern und Toren. Die Einwohner lebten von der Landwirtschaft, Holzschlag und von den Fabriken in der Stadt Reșița.
1978 wurde das 150-jährige Jubiläum mit einem Trachtenaufmarsch und der Vorführung der verschiedensten handwerklichen Tätigkeiten (Wolle spinnen, Holzschnitzereien, Brot backen etc.) gefeiert. Ein Wahrzeichen Wolfsbergs war das „Hotel“ in dem viele Urlauber, von den Dorfbewohnern „Luftschnapper“ genannt, Ferien machten. Unter der kommunistischen Diktatur von Nicolae und Elena Ceaușescu wurde es immer schwerer, den gewohnten Alltag zu bewältigen. Die Männer mussten, um das Einkommen zu sichern, weite Arbeitswege in Kauf nehmen und so blieben nur die Älteren mit Frauen und Kindern daheim.
Nach den Umsturz im Dezember 1989 reisten fast alle Bewohner nach Deutschland aus. Heute leben nur noch wenige Familien und ältere Menschen dort. Wolfsberg wird überwiegend von wohlhabenderen Rumänen, die die Häuser der ehemaligen deutschstämmigen Bewohner aufgekauft haben, als Wochenend- oder Ferienort genutzt. Die Häuser werden zu Gasthäusern und Pensionen umgebaut, so dass sich das Dorfbild des einstigen Wolfsberg stark verändert hat. Das „Hotel“ wurde um die Jahrtausendwende abgerissen, um einem neuen modernen Ferienhaus Platz zu schaffen, welches bisher jedoch nicht gebaut wurde.
Auf den Wiesen und Feldern, die die einstigen Bewohnern als Acker- und Nutzland bewirtschafteten, sind heutzutage Schafherden anzutreffen. Viele der ausgewanderten Bewohner kommen jedes Jahr einige Male, um die Häuser und Anwesen in Ordnung zu halten oder um Urlaub zu machen.

## Kulturfestivals
Im Sommer wird jährlich ein Jazzfestival veranstaltet, zu dem mehrere tausend Besucher kommen. Jedes Jahr im Oktober findet die „Kirwa“ – ein Volksfest – statt, die von deutschen Vereinen aus Reșița organisiert wird.